# Очистительная клизма
Очистительные клизмы проводят с целью очищения и промывания толстой кишки, ликвидации запора или калового завала, лечения какого-либо отравления или интоксикации, перед некоторыми хирургическими операциями, родами. В отличие от лекарственных и питательных клизм, при очистительных клизмах вводимый раствор изначально предназначен для извержения и его всасывание нежелательно.

## Показания
- подготовка пациента к рентгенологическому исследованию органов пищеварительной системы, мочевыделительной системы и органов малого таза;
- подготовка пациента к эндоскопическому исследованию толстой кишки;
- подготовка к оперативным вмешательствам;
- отравления и интоксикации;
- задержка стула или каловый завал;
- перед постановкой лекарственной и питательной клизм;
- перед родами.

## Противопоказания
- кровотечение из пищеварительного тракта;
- воспалительные явления в толстой кишке, кровоточащий геморрой;
- трещина заднего прохода;
- первые послеоперационные дни после хирургического вмешательства на органах пищеварительного тракта.

## Принцип метода
Вводимая через задний проход в прямую кишку жидкость оказывает механическое и термическое воздействие на кишечник, усиливает перистальтику кишечника, разрыхляет каловые массы.

## Обязательные условия
Температура вводимой жидкости зависит от назначения:
- при атоническом запоре температура воды должна быть в пределах от +12 до +20 °C;
- при спастическом запоре температура воды должна быть в пределах от +37 до +38 °C.